# Jenny Pitman
Jenny Pitman (* 11. června 1946) je anglická trenérka koní a spisovatelka.

## Život a dílo
Vyrostla na farmě v Leicestershire, kterou vlastnili její rodiče. Sama se později stala úspěšnou trenérkou dostihových koní. Dnes je nazývána první dámou dostihového sportu.[zdroj?] Její koně vyhráli v letech 1983 a 1995 Grand National. V roce 1984 dovedla jako první žena-trenérka k vítězství koně v překážkovém dostihu Cheltenham Gold Cup. Podruhé zvítězil v tomto dostihu její svěřenec v roce 1991. Trénovala také vítěze skotské, velšské a irské Velké národní.
Úspěchy sklízí Jenny Pitman i na poli literárním. Ve svých knihách, které spojuje hlavní postava trenérky Jany Hardyové, se vrací do prostředí dostihového sportu. Některé byly vydány i v českém překladu:
- Dědictví
- Dilema
- Dvojí dohoda
- Krevní msta
- Navzdory